# Ячменёв, Леонид Георгиевич
Леонид Георгиевич Ячменев (09.04.1941 — 08.04.1983) — советский спортсмен, летчик-парашютист. Заслуженный мастер спорта СССР (1970). Абсолютный чемпион мира 1970 года.

## Биография
Родился 9 апреля 1941 года. До войны семья Ячменевых жила в Белоруссии. Отец Ячменев Георгий Фокич погиб на фронте. Мать Волкова Варвара Ефимовна после войны переехала с двумя сыновьями в Сестрорецк. Леня учился в школе, много и успешно занимался гимнастикой. В 9 классе записался в парашютную секцию. Первый прыжок с парашютом он совершил в 15 лет. Через год получил аттестат зрелости.
Леонид продолжал занятия в Ленинградском аэроклубе. В 1963 г.[3] на XII Первенстве СССР по парашютному спорту в г. Волчанске он, будучи новичком в таких крупных соревнованиях, впервые завоевал звание Чемпиона СССР в групповых прыжках. В личном зачете Леонид занял 4 место. Его заметили и пригласили в сборную страны. В последующие годы под руководством старшего тренера П. А. Сторчиенко[4] Леонид добился больших успехов, особенно в воздушной акробатике. В этом ему помогли занятия гимнастикой. В составе сборной страны выступал на международных соревнованиях. Леонид обладатель всесоюзных и мировых рекордов.[5] На некоторых соревнованиях он был организатором и участником прыжков по произвольной программе. Самый известный из них «Русская этюд»[6]. Трое под одним куполом: один спортсмен управляет куполом, а двое других внизу на трапециях выполняют гимнастические упражнения. В 1970 г. на X чемпионате мира по парашютному спорту в г. Блед Югославия Леонид был дебютантом. Выступил успешно: завоевал звание Чемпиона мира по акробатике и Абсолютного чемпиона мира по многоборью. В октябре 1970 г. окончил Центральную объединенную летно-техническую школу ДОСААФ СССР по специальности инструктор-летчик-парашютист.
Награжден орденом «Знак почета».
После ухода из спорта работал в Ленинградском Аэроклубе инструктором-летчиком и был тренером команды парашютистов. В 1980 г. ушел на пенсию. Работал егерем в одном из охотничьих хозяйств Ленинградской области.
Умер от сердечного приступа во сне 8 апреля 1983 г. Похоронен на кладбище в Сестрорецке.

### Личные качества
Леонид Ячменев был человеком смелым, целеустремленным, легко контактировал с людьми, всегда приходил на помощь, много читал, был верным другом.

## Спортивные достижения
- 1966 г.[7] соревнования на кубок «Золотые пески» Болгария 1 место по многоборью в команде.
- 1967 г.[8] соревнования СССР-Франция г. Москва 1 место в групповых комбинированных прыжках 2 место в одиночных комбинированных прыжках 1 место командное по многоборью.
- 1968 г.[9]XII первенство ДОСААФ СССР г. Краснодар Чемпион ДОСААФ СССР в затяжных прыжках.
- 1969 г.[10] XV чемпионат СССР г. Москва 2 место в одиночных затяжных прыжках 3 место в многоборье.
- 1970 г. X чемпионат мира по парашютному спорту г. Блед Югославия. Чемпион по акробатике. Абсолютный чемпион мира по многоборью. XVI чемпионат СССР по парашютному спорту и Финальные соревнования V Всесоюзной спартакиады по военно-техническим видам спорта г. Киев[11]завоевал золотую медаль по акробатике.
- 1971 г. XVII Чемпионат СССР[12] г. Кимры Абсолютный чемпион и 1 место в командном зачете.
- 1972 г. XI Чемпионат мира г. Телекуа США[13]. Чемпион мира в составе мужской команды.
- 1973 г. Первенство ДОСААФ СССР[14] звание Абсолютный чемпион по двоеборью.